# Nová Akvitánie
Nová Akvitánie (francouzsky Nouvelle-Aquitaine, okcitánsky Nòva Aquitània, baskicky Akitania Berria), před oficiálním přijetím nového názvu 13. září 2016 dočasně Akvitánie-Limousin-Poitou-Charentes (francouzsky Aquitaine-Limousin-Poitou-Charentes, okcitánsky Aquitània-Lemosin-Peitau Charantas, baskicky Akitania-Limousin-Poitou-Charentes) je jeden z 13 metropolitních regionů Francie. 

## Historie
Vznikl 1. ledna 2016 sloučením tří bývalých regionů Akvitánie, Limousin a Poitou-Charentes. Je to největší francouzský region a jeho správním střediskem je město Bordeaux.